# Vogelbeckensaurier
Die Vogelbeckensaurier (Ornithischia) sind eine Gruppe der Dinosaurier.
Nach der 1887 durch Harry Govier Seeley vom King’s College London eingeführten und lange prägenden Systematik sind Vogelbeckensaurier neben den Echsenbeckensauriern (Saurischia) eine der beiden Ordnungen beziehungsweise Entwicklungslinien der Dinosaurier. Diese Unterscheidung der Dinosaurier war ein großer Schritt zum besseren Verständnis ihrer Verwandtschaftsverhältnisse. Bis dahin waren schon einige gut erhaltene Dinosaurier-Skelette beschrieben worden und Seeley bemerkte, dass man sie anhand ihrer Beckenanatomie in zwei Gruppen einteilen konnte. Seeley nannte diese beiden Gruppen Saurischia und Ornithischia.
Neuere Ansätze setzen die Ornithischia als Schwestergruppe der Theropoda innerhalb der neu vorgeschlagenen Klade Ornithoscelida.

## Merkmale

Beckenanatomie der Vogelbeckensaurier (vereinfachtes Modell)

Grobsystematik der Dinosaurier mit Vergleich der Beckenanatomie der Echsen- und der Vogelbeckensaurier

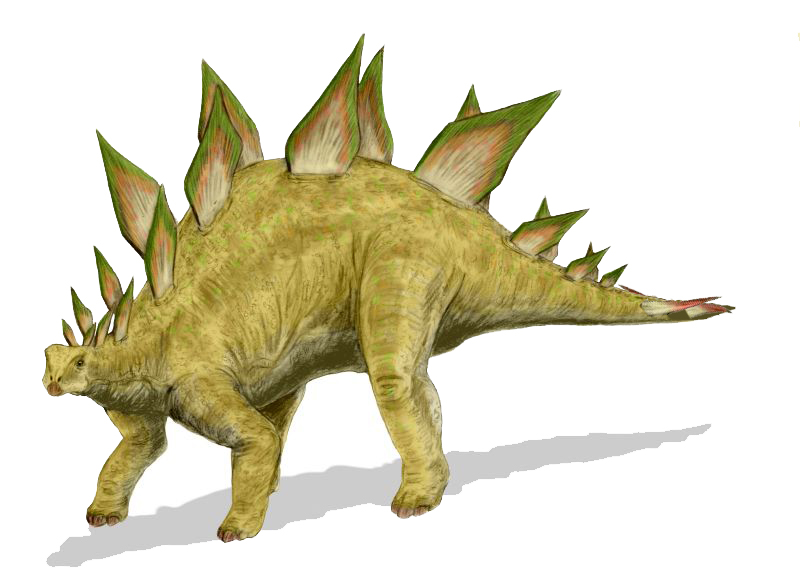
Stegosaurus, Lebendrekonstruktion

Die Anordnung der Beckenknochen der Vogelbeckensaurier ähnelt der der Vögel, was Seeley zur Wahl dieses Namens veranlasste. Die Vögel sind jedoch Echsenbeckensaurier, die anatomische Ähnlichkeit ist lediglich zufällig (analog). Während Sitzbein (Ischium) und Darmbein (Ilium) in der Ausrichtung wie bei den Echsenbeckensauriern angeordnet sind, zeigt das Schambein (Pubis) nicht nach unten und leicht nach vorn  zum Kopf, sondern besteht aus einem schmalen, stabförmigen Knochen, der längs neben dem Ischium liegt und nach hinten zeigt. Ilium, Ischium und Pubis bilden so eine zweistrahlige Struktur, bei den Saurischiern ist das Becken hingegen dreistrahlig. Bei einigen Vogelbeckensauriern – speziell bei jenen aus der Oberkreide wie den Ceratopsia oder den Ankylosauria – weicht das Becken von diesem Aufbau ab. Das  Schambein ist verkürzt und bildet einen neuen, nach vorn gerichteten Knochenfortsatz, das Präpubis; der Grundaufbau bleibt aber erkennbar.
Die Ursache des nach hinten „gedrehten“ Pubis ist unklar, da fossile Belege für die Frühphase der Entwicklung fehlen. Einer Erklärung allein von der bipeden (zweibeinigen) Lebensweise her widerspricht, dass dieses Merkmal bei ähnlich lebenden Saurischia wie Coelophysis fehlt und andererseits zum Beispiel bei den Hypsilophodontidae, die zu den Ornithischia zählen, durch die Entwicklung eines markanten Präpubis-Fortsatzes nach vorn eine Angleichung an die Saurischia-Becken-Struktur erfolgte. Möglich wäre, dass die zur Vorwärtsbewegung des Oberschenkels benötigten Muskeln an andere Knochen statt an den Pubis anlagerten, so dass dieser zurückgebildet oder nach hinten verlagert werden konnte, um dem Oberschenkel mehr Bewegungsfreiheit zu verschaffen und mehr Platz für den für die Verdauung pflanzlicher Nahrung wichtigen Darmtrakt zu schaffen. Ein weiterer Grund mag die vorteilhaftere Position des Schwerpunkts für diese häufig bipeden Dinosaurier gewesen sein.
Neben den unterschiedlichen Beckenknochen weist diese Gruppe noch weitere Eigenheiten auf, die bei den Echsenbeckensauriern nicht vorkommen. Alle Vogelbeckensaurier trugen auf der Spitze des Unterkiefers einen Knochen, das Praedentale. Etwas weniger markant sind die Reihen verlängerter Wirbelfortsätze, die wohl den Rücken straffen und stützen halfen. Anders als die Echsenbeckensaurier waren die Vogelbeckensaurier reine Pflanzenfresser mit einem deutlich größeren Artenreichtum.

## Äußere Systematik
In einer detaillierten phylogenetischen Studie aus dem Jahr 2017, basierend auf 74 Taxa und 457 Merkmalen, schlagen die Paläontologen Matthew G. Baron, David B. Norman und Paul M. Barrett eine radikal neue Systematik vor. Demnach werden Ornithischia und Theropoda als Schwestergruppen in der Klade Ornithoscelida vereint, während die Sauropodomorpha zusammen mit den Herrerasauridae die neu definierte Klade Saurischia bilden. Die Dinosaurier bestehen somit aus den beiden Kladen Saurischia und Ornithoscelida:
|  | Herrerasauridae |
|  |                 |
|  | Sauropodomorpha |
|  |                 |

|  | Ornithischia |
|  |              |
|  | Theropoda    |
|  |              |

|  | Herrerasauridae |
|  |                 |
|  | Sauropodomorpha |
|  |                 |

|  | Ornithischia |
|  |              |
|  | Theropoda    |
|  |              |

## Innere Systematik
Folgendes Kladogramm macht die verwandtschaftlichen Beziehungen der Hauptgruppen innerhalb der Ornithischia deutlich:
|  | Stegosauria  |
|  |              |
|  | Ankylosauria |
|  |              |

|  | Pachycephalosauria |
|  |                    |
|  | Ceratopsia         |
|  |                    |

|  | Elasmaria                                                                                           |
|  | |
|  | \| \| Dryosauridae \| \| \| \| \| \| Ankylopollexia (Iguanodontia, Hadrosauridae u. a.) \| \| \| \| |
|  | |
|  | Dryosauridae                                                                                        |
|  | |
|  | Ankylopollexia (Iguanodontia, Hadrosauridae u. a.)                                                  |
|  | |

|  | Dryosauridae                                       |
|  |                                                    |
|  | Ankylopollexia (Iguanodontia, Hadrosauridae u. a.) |
|  |                                                    |

|  | Elasmaria                                                                                           |
|  | |
|  | \| \| Dryosauridae \| \| \| \| \| \| Ankylopollexia (Iguanodontia, Hadrosauridae u. a.) \| \| \| \| |
|  | |
|  | Dryosauridae                                                                                        |
|  | |
|  | Ankylopollexia (Iguanodontia, Hadrosauridae u. a.)                                                  |
|  | |

|  | Dryosauridae                                       |
|  |                                                    |
|  | Ankylopollexia (Iguanodontia, Hadrosauridae u. a.) |
|  |                                                    |

|  | Elasmaria                                                                                           |
|  | |
|  | \| \| Dryosauridae \| \| \| \| \| \| Ankylopollexia (Iguanodontia, Hadrosauridae u. a.) \| \| \| \| |
|  | |
|  | Dryosauridae                                                                                        |
|  | |
|  | Ankylopollexia (Iguanodontia, Hadrosauridae u. a.)                                                  |
|  | |

|  | Dryosauridae                                       |
|  |                                                    |
|  | Ankylopollexia (Iguanodontia, Hadrosauridae u. a.) |
|  |                                                    |

|  | Elasmaria                                                                                           |
|  | |
|  | \| \| Dryosauridae \| \| \| \| \| \| Ankylopollexia (Iguanodontia, Hadrosauridae u. a.) \| \| \| \| |
|  | |
|  | Dryosauridae                                                                                        |
|  | |
|  | Ankylopollexia (Iguanodontia, Hadrosauridae u. a.)                                                  |
|  | |

|  | Dryosauridae                                       |
|  |                                                    |
|  | Ankylopollexia (Iguanodontia, Hadrosauridae u. a.) |
|  |                                                    |

|  | Pachycephalosauria |
|  |                    |
|  | Ceratopsia         |
|  |                    |

|  | Elasmaria                                                                                           |
|  | |
|  | \| \| Dryosauridae \| \| \| \| \| \| Ankylopollexia (Iguanodontia, Hadrosauridae u. a.) \| \| \| \| |
|  | |
|  | Dryosauridae                                                                                        |
|  | |
|  | Ankylopollexia (Iguanodontia, Hadrosauridae u. a.)                                                  |
|  | |

|  | Dryosauridae                                       |
|  |                                                    |
|  | Ankylopollexia (Iguanodontia, Hadrosauridae u. a.) |
|  |                                                    |

|  | Elasmaria                                                                                           |
|  | |
|  | \| \| Dryosauridae \| \| \| \| \| \| Ankylopollexia (Iguanodontia, Hadrosauridae u. a.) \| \| \| \| |
|  | |
|  | Dryosauridae                                                                                        |
|  | |
|  | Ankylopollexia (Iguanodontia, Hadrosauridae u. a.)                                                  |
|  | |

|  | Dryosauridae                                       |
|  |                                                    |
|  | Ankylopollexia (Iguanodontia, Hadrosauridae u. a.) |
|  |                                                    |

|  | Elasmaria                                                                                           |
|  | |
|  | \| \| Dryosauridae \| \| \| \| \| \| Ankylopollexia (Iguanodontia, Hadrosauridae u. a.) \| \| \| \| |
|  | |
|  | Dryosauridae                                                                                        |
|  | |
|  | Ankylopollexia (Iguanodontia, Hadrosauridae u. a.)                                                  |
|  | |

|  | Dryosauridae                                       |
|  |                                                    |
|  | Ankylopollexia (Iguanodontia, Hadrosauridae u. a.) |
|  |                                                    |

|  | Elasmaria                                                                                           |
|  | |
|  | \| \| Dryosauridae \| \| \| \| \| \| Ankylopollexia (Iguanodontia, Hadrosauridae u. a.) \| \| \| \| |
|  | |
|  | Dryosauridae                                                                                        |
|  | |
|  | Ankylopollexia (Iguanodontia, Hadrosauridae u. a.)                                                  |
|  | |

|  | Dryosauridae                                       |
|  |                                                    |
|  | Ankylopollexia (Iguanodontia, Hadrosauridae u. a.) |
|  |                                                    |

|  | Pachycephalosauria |
|  |                    |
|  | Ceratopsia         |
|  |                    |

|  | Elasmaria                                                                                           |
|  | |
|  | \| \| Dryosauridae \| \| \| \| \| \| Ankylopollexia (Iguanodontia, Hadrosauridae u. a.) \| \| \| \| |
|  | |
|  | Dryosauridae                                                                                        |
|  | |
|  | Ankylopollexia (Iguanodontia, Hadrosauridae u. a.)                                                  |
|  | |

|  | Dryosauridae                                       |
|  |                                                    |
|  | Ankylopollexia (Iguanodontia, Hadrosauridae u. a.) |
|  |                                                    |

|  | Elasmaria                                                                                           |
|  | |
|  | \| \| Dryosauridae \| \| \| \| \| \| Ankylopollexia (Iguanodontia, Hadrosauridae u. a.) \| \| \| \| |
|  | |
|  | Dryosauridae                                                                                        |
|  | |
|  | Ankylopollexia (Iguanodontia, Hadrosauridae u. a.)                                                  |
|  | |

|  | Dryosauridae                                       |
|  |                                                    |
|  | Ankylopollexia (Iguanodontia, Hadrosauridae u. a.) |
|  |                                                    |

|  | Elasmaria                                                                                           |
|  | |
|  | \| \| Dryosauridae \| \| \| \| \| \| Ankylopollexia (Iguanodontia, Hadrosauridae u. a.) \| \| \| \| |
|  | |
|  | Dryosauridae                                                                                        |
|  | |
|  | Ankylopollexia (Iguanodontia, Hadrosauridae u. a.)                                                  |
|  | |

|  | Dryosauridae                                       |
|  |                                                    |
|  | Ankylopollexia (Iguanodontia, Hadrosauridae u. a.) |
|  |                                                    |

|  | Elasmaria                                                                                           |
|  | |
|  | \| \| Dryosauridae \| \| \| \| \| \| Ankylopollexia (Iguanodontia, Hadrosauridae u. a.) \| \| \| \| |
|  | |
|  | Dryosauridae                                                                                        |
|  | |
|  | Ankylopollexia (Iguanodontia, Hadrosauridae u. a.)                                                  |
|  | |

|  | Dryosauridae                                       |
|  |                                                    |
|  | Ankylopollexia (Iguanodontia, Hadrosauridae u. a.) |
|  |                                                    |

|  | Pachycephalosauria |
|  |                    |
|  | Ceratopsia         |
|  |                    |

|  | Elasmaria                                                                                           |
|  | |
|  | \| \| Dryosauridae \| \| \| \| \| \| Ankylopollexia (Iguanodontia, Hadrosauridae u. a.) \| \| \| \| |
|  | |
|  | Dryosauridae                                                                                        |
|  | |
|  | Ankylopollexia (Iguanodontia, Hadrosauridae u. a.)                                                  |
|  | |

|  | Dryosauridae                                       |
|  |                                                    |
|  | Ankylopollexia (Iguanodontia, Hadrosauridae u. a.) |
|  |                                                    |

|  | Elasmaria                                                                                           |
|  | |
|  | \| \| Dryosauridae \| \| \| \| \| \| Ankylopollexia (Iguanodontia, Hadrosauridae u. a.) \| \| \| \| |
|  | |
|  | Dryosauridae                                                                                        |
|  | |
|  | Ankylopollexia (Iguanodontia, Hadrosauridae u. a.)                                                  |
|  | |

|  | Dryosauridae                                       |
|  |                                                    |
|  | Ankylopollexia (Iguanodontia, Hadrosauridae u. a.) |
|  |                                                    |

|  | Elasmaria                                                                                           |
|  | |
|  | \| \| Dryosauridae \| \| \| \| \| \| Ankylopollexia (Iguanodontia, Hadrosauridae u. a.) \| \| \| \| |
|  | |
|  | Dryosauridae                                                                                        |
|  | |
|  | Ankylopollexia (Iguanodontia, Hadrosauridae u. a.)                                                  |
|  | |

|  | Dryosauridae                                       |
|  |                                                    |
|  | Ankylopollexia (Iguanodontia, Hadrosauridae u. a.) |
|  |                                                    |

|  | Elasmaria                                                                                           |
|  | |
|  | \| \| Dryosauridae \| \| \| \| \| \| Ankylopollexia (Iguanodontia, Hadrosauridae u. a.) \| \| \| \| |
|  | |
|  | Dryosauridae                                                                                        |
|  | |
|  | Ankylopollexia (Iguanodontia, Hadrosauridae u. a.)                                                  |
|  | |

|  | Dryosauridae                                       |
|  |                                                    |
|  | Ankylopollexia (Iguanodontia, Hadrosauridae u. a.) |
|  |                                                    |

|  | Stegosauria  |
|  |              |
|  | Ankylosauria |
|  |              |

|  | Pachycephalosauria |
|  |                    |
|  | Ceratopsia         |
|  |                    |

|  | Elasmaria                                                                                           |
|  | |
|  | \| \| Dryosauridae \| \| \| \| \| \| Ankylopollexia (Iguanodontia, Hadrosauridae u. a.) \| \| \| \| |
|  | |
|  | Dryosauridae                                                                                        |
|  | |
|  | Ankylopollexia (Iguanodontia, Hadrosauridae u. a.)                                                  |
|  | |

|  | Dryosauridae                                       |
|  |                                                    |
|  | Ankylopollexia (Iguanodontia, Hadrosauridae u. a.) |
|  |                                                    |

|  | Elasmaria                                                                                           |
|  | |
|  | \| \| Dryosauridae \| \| \| \| \| \| Ankylopollexia (Iguanodontia, Hadrosauridae u. a.) \| \| \| \| |
|  | |
|  | Dryosauridae                                                                                        |
|  | |
|  | Ankylopollexia (Iguanodontia, Hadrosauridae u. a.)                                                  |
|  | |

|  | Dryosauridae                                       |
|  |                                                    |
|  | Ankylopollexia (Iguanodontia, Hadrosauridae u. a.) |
|  |                                                    |

|  | Elasmaria                                                                                           |
|  | |
|  | \| \| Dryosauridae \| \| \| \| \| \| Ankylopollexia (Iguanodontia, Hadrosauridae u. a.) \| \| \| \| |
|  | |
|  | Dryosauridae                                                                                        |
|  | |
|  | Ankylopollexia (Iguanodontia, Hadrosauridae u. a.)                                                  |
|  | |

|  | Dryosauridae                                       |
|  |                                                    |
|  | Ankylopollexia (Iguanodontia, Hadrosauridae u. a.) |
|  |                                                    |

|  | Elasmaria                                                                                           |
|  | |
|  | \| \| Dryosauridae \| \| \| \| \| \| Ankylopollexia (Iguanodontia, Hadrosauridae u. a.) \| \| \| \| |
|  | |
|  | Dryosauridae                                                                                        |
|  | |
|  | Ankylopollexia (Iguanodontia, Hadrosauridae u. a.)                                                  |
|  | |

|  | Dryosauridae                                       |
|  |                                                    |
|  | Ankylopollexia (Iguanodontia, Hadrosauridae u. a.) |
|  |                                                    |

|  | Pachycephalosauria |
|  |                    |
|  | Ceratopsia         |
|  |                    |

|  | Elasmaria                                                                                           |
|  | |
|  | \| \| Dryosauridae \| \| \| \| \| \| Ankylopollexia (Iguanodontia, Hadrosauridae u. a.) \| \| \| \| |
|  | |
|  | Dryosauridae                                                                                        |
|  | |
|  | Ankylopollexia (Iguanodontia, Hadrosauridae u. a.)                                                  |
|  | |

|  | Dryosauridae                                       |
|  |                                                    |
|  | Ankylopollexia (Iguanodontia, Hadrosauridae u. a.) |
|  |                                                    |

|  | Elasmaria                                                                                           |
|  | |
|  | \| \| Dryosauridae \| \| \| \| \| \| Ankylopollexia (Iguanodontia, Hadrosauridae u. a.) \| \| \| \| |
|  | |
|  | Dryosauridae                                                                                        |
|  | |
|  | Ankylopollexia (Iguanodontia, Hadrosauridae u. a.)                                                  |
|  | |

|  | Dryosauridae                                       |
|  |                                                    |
|  | Ankylopollexia (Iguanodontia, Hadrosauridae u. a.) |
|  |                                                    |

|  | Elasmaria                                                                                           |
|  | |
|  | \| \| Dryosauridae \| \| \| \| \| \| Ankylopollexia (Iguanodontia, Hadrosauridae u. a.) \| \| \| \| |
|  | |
|  | Dryosauridae                                                                                        |
|  | |
|  | Ankylopollexia (Iguanodontia, Hadrosauridae u. a.)                                                  |
|  | |

|  | Dryosauridae                                       |
|  |                                                    |
|  | Ankylopollexia (Iguanodontia, Hadrosauridae u. a.) |
|  |                                                    |

|  | Elasmaria                                                                                           |
|  | |
|  | \| \| Dryosauridae \| \| \| \| \| \| Ankylopollexia (Iguanodontia, Hadrosauridae u. a.) \| \| \| \| |
|  | |
|  | Dryosauridae                                                                                        |
|  | |
|  | Ankylopollexia (Iguanodontia, Hadrosauridae u. a.)                                                  |
|  | |

|  | Dryosauridae                                       |
|  |                                                    |
|  | Ankylopollexia (Iguanodontia, Hadrosauridae u. a.) |
|  |                                                    |

|  | Pachycephalosauria |
|  |                    |
|  | Ceratopsia         |
|  |                    |

|  | Elasmaria                                                                                           |
|  | |
|  | \| \| Dryosauridae \| \| \| \| \| \| Ankylopollexia (Iguanodontia, Hadrosauridae u. a.) \| \| \| \| |
|  | |
|  | Dryosauridae                                                                                        |
|  | |
|  | Ankylopollexia (Iguanodontia, Hadrosauridae u. a.)                                                  |
|  | |

|  | Dryosauridae                                       |
|  |                                                    |
|  | Ankylopollexia (Iguanodontia, Hadrosauridae u. a.) |
|  |                                                    |

|  | Elasmaria                                                                                           |
|  | |
|  | \| \| Dryosauridae \| \| \| \| \| \| Ankylopollexia (Iguanodontia, Hadrosauridae u. a.) \| \| \| \| |
|  | |
|  | Dryosauridae                                                                                        |
|  | |
|  | Ankylopollexia (Iguanodontia, Hadrosauridae u. a.)                                                  |
|  | |

|  | Dryosauridae                                       |
|  |                                                    |
|  | Ankylopollexia (Iguanodontia, Hadrosauridae u. a.) |
|  |                                                    |

|  | Elasmaria                                                                                           |
|  | |
|  | \| \| Dryosauridae \| \| \| \| \| \| Ankylopollexia (Iguanodontia, Hadrosauridae u. a.) \| \| \| \| |
|  | |
|  | Dryosauridae                                                                                        |
|  | |
|  | Ankylopollexia (Iguanodontia, Hadrosauridae u. a.)                                                  |
|  | |

|  | Dryosauridae                                       |
|  |                                                    |
|  | Ankylopollexia (Iguanodontia, Hadrosauridae u. a.) |
|  |                                                    |

|  | Elasmaria                                                                                           |
|  | |
|  | \| \| Dryosauridae \| \| \| \| \| \| Ankylopollexia (Iguanodontia, Hadrosauridae u. a.) \| \| \| \| |
|  | |
|  | Dryosauridae                                                                                        |
|  | |
|  | Ankylopollexia (Iguanodontia, Hadrosauridae u. a.)                                                  |
|  | |

|  | Dryosauridae                                       |
|  |                                                    |
|  | Ankylopollexia (Iguanodontia, Hadrosauridae u. a.) |
|  |                                                    |

|  | Pachycephalosauria |
|  |                    |
|  | Ceratopsia         |
|  |                    |

|  | Elasmaria                                                                                           |
|  | |
|  | \| \| Dryosauridae \| \| \| \| \| \| Ankylopollexia (Iguanodontia, Hadrosauridae u. a.) \| \| \| \| |
|  | |
|  | Dryosauridae                                                                                        |
|  | |
|  | Ankylopollexia (Iguanodontia, Hadrosauridae u. a.)                                                  |
|  | |

|  | Dryosauridae                                       |
|  |                                                    |
|  | Ankylopollexia (Iguanodontia, Hadrosauridae u. a.) |
|  |                                                    |

|  | Elasmaria                                                                                           |
|  | |
|  | \| \| Dryosauridae \| \| \| \| \| \| Ankylopollexia (Iguanodontia, Hadrosauridae u. a.) \| \| \| \| |
|  | |
|  | Dryosauridae                                                                                        |
|  | |
|  | Ankylopollexia (Iguanodontia, Hadrosauridae u. a.)                                                  |
|  | |

|  | Dryosauridae                                       |
|  |                                                    |
|  | Ankylopollexia (Iguanodontia, Hadrosauridae u. a.) |
|  |                                                    |

|  | Elasmaria                                                                                           |
|  | |
|  | \| \| Dryosauridae \| \| \| \| \| \| Ankylopollexia (Iguanodontia, Hadrosauridae u. a.) \| \| \| \| |
|  | |
|  | Dryosauridae                                                                                        |
|  | |
|  | Ankylopollexia (Iguanodontia, Hadrosauridae u. a.)                                                  |
|  | |

|  | Dryosauridae                                       |
|  |                                                    |
|  | Ankylopollexia (Iguanodontia, Hadrosauridae u. a.) |
|  |                                                    |

|  | Elasmaria                                                                                           |
|  | |
|  | \| \| Dryosauridae \| \| \| \| \| \| Ankylopollexia (Iguanodontia, Hadrosauridae u. a.) \| \| \| \| |
|  | |
|  | Dryosauridae                                                                                        |
|  | |
|  | Ankylopollexia (Iguanodontia, Hadrosauridae u. a.)                                                  |
|  | |

|  | Dryosauridae                                       |
|  |                                                    |
|  | Ankylopollexia (Iguanodontia, Hadrosauridae u. a.) |
|  |                                                    |

|  | Stegosauria  |
|  |              |
|  | Ankylosauria |
|  |              |

|  | Pachycephalosauria |
|  |                    |
|  | Ceratopsia         |
|  |                    |

|  | Elasmaria                                                                                           |
|  | |
|  | \| \| Dryosauridae \| \| \| \| \| \| Ankylopollexia (Iguanodontia, Hadrosauridae u. a.) \| \| \| \| |
|  | |
|  | Dryosauridae                                                                                        |
|  | |
|  | Ankylopollexia (Iguanodontia, Hadrosauridae u. a.)                                                  |
|  | |

|  | Dryosauridae                                       |
|  |                                                    |
|  | Ankylopollexia (Iguanodontia, Hadrosauridae u. a.) |
|  |                                                    |

|  | Elasmaria                                                                                           |
|  | |
|  | \| \| Dryosauridae \| \| \| \| \| \| Ankylopollexia (Iguanodontia, Hadrosauridae u. a.) \| \| \| \| |
|  | |
|  | Dryosauridae                                                                                        |
|  | |
|  | Ankylopollexia (Iguanodontia, Hadrosauridae u. a.)                                                  |
|  | |

|  | Dryosauridae                                       |
|  |                                                    |
|  | Ankylopollexia (Iguanodontia, Hadrosauridae u. a.) |
|  |                                                    |

|  | Elasmaria                                                                                           |
|  | |
|  | \| \| Dryosauridae \| \| \| \| \| \| Ankylopollexia (Iguanodontia, Hadrosauridae u. a.) \| \| \| \| |
|  | |
|  | Dryosauridae                                                                                        |
|  | |
|  | Ankylopollexia (Iguanodontia, Hadrosauridae u. a.)                                                  |
|  | |

|  | Dryosauridae                                       |
|  |                                                    |
|  | Ankylopollexia (Iguanodontia, Hadrosauridae u. a.) |
|  |                                                    |

|  | Elasmaria                                                                                           |
|  | |
|  | \| \| Dryosauridae \| \| \| \| \| \| Ankylopollexia (Iguanodontia, Hadrosauridae u. a.) \| \| \| \| |
|  | |
|  | Dryosauridae                                                                                        |
|  | |
|  | Ankylopollexia (Iguanodontia, Hadrosauridae u. a.)                                                  |
|  | |

|  | Dryosauridae                                       |
|  |                                                    |
|  | Ankylopollexia (Iguanodontia, Hadrosauridae u. a.) |
|  |                                                    |

|  | Pachycephalosauria |
|  |                    |
|  | Ceratopsia         |
|  |                    |

|  | Elasmaria                                                                                           |
|  | |
|  | \| \| Dryosauridae \| \| \| \| \| \| Ankylopollexia (Iguanodontia, Hadrosauridae u. a.) \| \| \| \| |
|  | |
|  | Dryosauridae                                                                                        |
|  | |
|  | Ankylopollexia (Iguanodontia, Hadrosauridae u. a.)                                                  |
|  | |

|  | Dryosauridae                                       |
|  |                                                    |
|  | Ankylopollexia (Iguanodontia, Hadrosauridae u. a.) |
|  |                                                    |

|  | Elasmaria                                                                                           |
|  | |
|  | \| \| Dryosauridae \| \| \| \| \| \| Ankylopollexia (Iguanodontia, Hadrosauridae u. a.) \| \| \| \| |
|  | |
|  | Dryosauridae                                                                                        |
|  | |
|  | Ankylopollexia (Iguanodontia, Hadrosauridae u. a.)                                                  |
|  | |

|  | Dryosauridae                                       |
|  |                                                    |
|  | Ankylopollexia (Iguanodontia, Hadrosauridae u. a.) |
|  |                                                    |

|  | Elasmaria                                                                                           |
|  | |
|  | \| \| Dryosauridae \| \| \| \| \| \| Ankylopollexia (Iguanodontia, Hadrosauridae u. a.) \| \| \| \| |
|  | |
|  | Dryosauridae                                                                                        |
|  | |
|  | Ankylopollexia (Iguanodontia, Hadrosauridae u. a.)                                                  |
|  | |

|  | Dryosauridae                                       |
|  |                                                    |
|  | Ankylopollexia (Iguanodontia, Hadrosauridae u. a.) |
|  |                                                    |

|  | Elasmaria                                                                                           |
|  | |
|  | \| \| Dryosauridae \| \| \| \| \| \| Ankylopollexia (Iguanodontia, Hadrosauridae u. a.) \| \| \| \| |
|  | |
|  | Dryosauridae                                                                                        |
|  | |
|  | Ankylopollexia (Iguanodontia, Hadrosauridae u. a.)                                                  |
|  | |

|  | Dryosauridae                                       |
|  |                                                    |
|  | Ankylopollexia (Iguanodontia, Hadrosauridae u. a.) |
|  |                                                    |

|  | Pachycephalosauria |
|  |                    |
|  | Ceratopsia         |
|  |                    |

|  | Elasmaria                                                                                           |
|  | |
|  | \| \| Dryosauridae \| \| \| \| \| \| Ankylopollexia (Iguanodontia, Hadrosauridae u. a.) \| \| \| \| |
|  | |
|  | Dryosauridae                                                                                        |
|  | |
|  | Ankylopollexia (Iguanodontia, Hadrosauridae u. a.)                                                  |
|  | |

|  | Dryosauridae                                       |
|  |                                                    |
|  | Ankylopollexia (Iguanodontia, Hadrosauridae u. a.) |
|  |                                                    |

|  | Elasmaria                                                                                           |
|  | |
|  | \| \| Dryosauridae \| \| \| \| \| \| Ankylopollexia (Iguanodontia, Hadrosauridae u. a.) \| \| \| \| |
|  | |
|  | Dryosauridae                                                                                        |
|  | |
|  | Ankylopollexia (Iguanodontia, Hadrosauridae u. a.)                                                  |
|  | |

|  | Dryosauridae                                       |
|  |                                                    |
|  | Ankylopollexia (Iguanodontia, Hadrosauridae u. a.) |
|  |                                                    |

|  | Elasmaria                                                                                           |
|  | |
|  | \| \| Dryosauridae \| \| \| \| \| \| Ankylopollexia (Iguanodontia, Hadrosauridae u. a.) \| \| \| \| |
|  | |
|  | Dryosauridae                                                                                        |
|  | |
|  | Ankylopollexia (Iguanodontia, Hadrosauridae u. a.)                                                  |
|  | |

|  | Dryosauridae                                       |
|  |                                                    |
|  | Ankylopollexia (Iguanodontia, Hadrosauridae u. a.) |
|  |                                                    |

|  | Elasmaria                                                                                           |
|  | |
|  | \| \| Dryosauridae \| \| \| \| \| \| Ankylopollexia (Iguanodontia, Hadrosauridae u. a.) \| \| \| \| |
|  | |
|  | Dryosauridae                                                                                        |
|  | |
|  | Ankylopollexia (Iguanodontia, Hadrosauridae u. a.)                                                  |
|  | |

|  | Dryosauridae                                       |
|  |                                                    |
|  | Ankylopollexia (Iguanodontia, Hadrosauridae u. a.) |
|  |                                                    |

|  | Pachycephalosauria |
|  |                    |
|  | Ceratopsia         |
|  |                    |

|  | Elasmaria                                                                                           |
|  | |
|  | \| \| Dryosauridae \| \| \| \| \| \| Ankylopollexia (Iguanodontia, Hadrosauridae u. a.) \| \| \| \| |
|  | |
|  | Dryosauridae                                                                                        |
|  | |
|  | Ankylopollexia (Iguanodontia, Hadrosauridae u. a.)                                                  |
|  | |

|  | Dryosauridae                                       |
|  |                                                    |
|  | Ankylopollexia (Iguanodontia, Hadrosauridae u. a.) |
|  |                                                    |

|  | Elasmaria                                                                                           |
|  | |
|  | \| \| Dryosauridae \| \| \| \| \| \| Ankylopollexia (Iguanodontia, Hadrosauridae u. a.) \| \| \| \| |
|  | |
|  | Dryosauridae                                                                                        |
|  | |
|  | Ankylopollexia (Iguanodontia, Hadrosauridae u. a.)                                                  |
|  | |

|  | Dryosauridae                                       |
|  |                                                    |
|  | Ankylopollexia (Iguanodontia, Hadrosauridae u. a.) |
|  |                                                    |

|  | Elasmaria                                                                                           |
|  | |
|  | \| \| Dryosauridae \| \| \| \| \| \| Ankylopollexia (Iguanodontia, Hadrosauridae u. a.) \| \| \| \| |
|  | |
|  | Dryosauridae                                                                                        |
|  | |
|  | Ankylopollexia (Iguanodontia, Hadrosauridae u. a.)                                                  |
|  | |

|  | Dryosauridae                                       |
|  |                                                    |
|  | Ankylopollexia (Iguanodontia, Hadrosauridae u. a.) |
|  |                                                    |

|  | Elasmaria                                                                                           |
|  | |
|  | \| \| Dryosauridae \| \| \| \| \| \| Ankylopollexia (Iguanodontia, Hadrosauridae u. a.) \| \| \| \| |
|  | |
|  | Dryosauridae                                                                                        |
|  | |
|  | Ankylopollexia (Iguanodontia, Hadrosauridae u. a.)                                                  |
|  | |

|  | Dryosauridae                                       |
|  |                                                    |
|  | Ankylopollexia (Iguanodontia, Hadrosauridae u. a.) |
|  |                                                    |

|  | Stegosauria  |
|  |              |
|  | Ankylosauria |
|  |              |

|  | Pachycephalosauria |
|  |                    |
|  | Ceratopsia         |
|  |                    |

|  | Elasmaria                                                                                           |
|  | |
|  | \| \| Dryosauridae \| \| \| \| \| \| Ankylopollexia (Iguanodontia, Hadrosauridae u. a.) \| \| \| \| |
|  | |
|  | Dryosauridae                                                                                        |
|  | |
|  | Ankylopollexia (Iguanodontia, Hadrosauridae u. a.)                                                  |
|  | |

|  | Dryosauridae                                       |
|  |                                                    |
|  | Ankylopollexia (Iguanodontia, Hadrosauridae u. a.) |
|  |                                                    |

|  | Elasmaria                                                                                           |
|  | |
|  | \| \| Dryosauridae \| \| \| \| \| \| Ankylopollexia (Iguanodontia, Hadrosauridae u. a.) \| \| \| \| |
|  | |
|  | Dryosauridae                                                                                        |
|  | |
|  | Ankylopollexia (Iguanodontia, Hadrosauridae u. a.)                                                  |
|  | |

|  | Dryosauridae                                       |
|  |                                                    |
|  | Ankylopollexia (Iguanodontia, Hadrosauridae u. a.) |
|  |                                                    |

|  | Elasmaria                                                                                           |
|  | |
|  | \| \| Dryosauridae \| \| \| \| \| \| Ankylopollexia (Iguanodontia, Hadrosauridae u. a.) \| \| \| \| |
|  | |
|  | Dryosauridae                                                                                        |
|  | |
|  | Ankylopollexia (Iguanodontia, Hadrosauridae u. a.)                                                  |
|  | |

|  | Dryosauridae                                       |
|  |                                                    |
|  | Ankylopollexia (Iguanodontia, Hadrosauridae u. a.) |
|  |                                                    |

|  | Elasmaria                                                                                           |
|  | |
|  | \| \| Dryosauridae \| \| \| \| \| \| Ankylopollexia (Iguanodontia, Hadrosauridae u. a.) \| \| \| \| |
|  | |
|  | Dryosauridae                                                                                        |
|  | |
|  | Ankylopollexia (Iguanodontia, Hadrosauridae u. a.)                                                  |
|  | |

|  | Dryosauridae                                       |
|  |                                                    |
|  | Ankylopollexia (Iguanodontia, Hadrosauridae u. a.) |
|  |                                                    |

|  | Pachycephalosauria |
|  |                    |
|  | Ceratopsia         |
|  |                    |

|  | Elasmaria                                                                                           |
|  | |
|  | \| \| Dryosauridae \| \| \| \| \| \| Ankylopollexia (Iguanodontia, Hadrosauridae u. a.) \| \| \| \| |
|  | |
|  | Dryosauridae                                                                                        |
|  | |
|  | Ankylopollexia (Iguanodontia, Hadrosauridae u. a.)                                                  |
|  | |

|  | Dryosauridae                                       |
|  |                                                    |
|  | Ankylopollexia (Iguanodontia, Hadrosauridae u. a.) |
|  |                                                    |

|  | Elasmaria                                                                                           |
|  | |
|  | \| \| Dryosauridae \| \| \| \| \| \| Ankylopollexia (Iguanodontia, Hadrosauridae u. a.) \| \| \| \| |
|  | |
|  | Dryosauridae                                                                                        |
|  | |
|  | Ankylopollexia (Iguanodontia, Hadrosauridae u. a.)                                                  |
|  | |

|  | Dryosauridae                                       |
|  |                                                    |
|  | Ankylopollexia (Iguanodontia, Hadrosauridae u. a.) |
|  |                                                    |

|  | Elasmaria                                                                                           |
|  | |
|  | \| \| Dryosauridae \| \| \| \| \| \| Ankylopollexia (Iguanodontia, Hadrosauridae u. a.) \| \| \| \| |
|  | |
|  | Dryosauridae                                                                                        |
|  | |
|  | Ankylopollexia (Iguanodontia, Hadrosauridae u. a.)                                                  |
|  | |

|  | Dryosauridae                                       |
|  |                                                    |
|  | Ankylopollexia (Iguanodontia, Hadrosauridae u. a.) |
|  |                                                    |

|  | Elasmaria                                                                                           |
|  | |
|  | \| \| Dryosauridae \| \| \| \| \| \| Ankylopollexia (Iguanodontia, Hadrosauridae u. a.) \| \| \| \| |
|  | |
|  | Dryosauridae                                                                                        |
|  | |
|  | Ankylopollexia (Iguanodontia, Hadrosauridae u. a.)                                                  |
|  | |

|  | Dryosauridae                                       |
|  |                                                    |
|  | Ankylopollexia (Iguanodontia, Hadrosauridae u. a.) |
|  |                                                    |

|  | Pachycephalosauria |
|  |                    |
|  | Ceratopsia         |
|  |                    |

|  | Elasmaria                                                                                           |
|  | |
|  | \| \| Dryosauridae \| \| \| \| \| \| Ankylopollexia (Iguanodontia, Hadrosauridae u. a.) \| \| \| \| |
|  | |
|  | Dryosauridae                                                                                        |
|  | |
|  | Ankylopollexia (Iguanodontia, Hadrosauridae u. a.)                                                  |
|  | |

|  | Dryosauridae                                       |
|  |                                                    |
|  | Ankylopollexia (Iguanodontia, Hadrosauridae u. a.) |
|  |                                                    |

|  | Elasmaria                                                                                           |
|  | |
|  | \| \| Dryosauridae \| \| \| \| \| \| Ankylopollexia (Iguanodontia, Hadrosauridae u. a.) \| \| \| \| |
|  | |
|  | Dryosauridae                                                                                        |
|  | |
|  | Ankylopollexia (Iguanodontia, Hadrosauridae u. a.)                                                  |
|  | |

|  | Dryosauridae                                       |
|  |                                                    |
|  | Ankylopollexia (Iguanodontia, Hadrosauridae u. a.) |
|  |                                                    |

|  | Elasmaria                                                                                           |
|  | |
|  | \| \| Dryosauridae \| \| \| \| \| \| Ankylopollexia (Iguanodontia, Hadrosauridae u. a.) \| \| \| \| |
|  | |
|  | Dryosauridae                                                                                        |
|  | |
|  | Ankylopollexia (Iguanodontia, Hadrosauridae u. a.)                                                  |
|  | |

|  | Dryosauridae                                       |
|  |                                                    |
|  | Ankylopollexia (Iguanodontia, Hadrosauridae u. a.) |
|  |                                                    |

|  | Elasmaria                                                                                           |
|  | |
|  | \| \| Dryosauridae \| \| \| \| \| \| Ankylopollexia (Iguanodontia, Hadrosauridae u. a.) \| \| \| \| |
|  | |
|  | Dryosauridae                                                                                        |
|  | |
|  | Ankylopollexia (Iguanodontia, Hadrosauridae u. a.)                                                  |
|  | |

|  | Dryosauridae                                       |
|  |                                                    |
|  | Ankylopollexia (Iguanodontia, Hadrosauridae u. a.) |
|  |                                                    |

|  | Pachycephalosauria |
|  |                    |
|  | Ceratopsia         |
|  |                    |

|  | Elasmaria                                                                                           |
|  | |
|  | \| \| Dryosauridae \| \| \| \| \| \| Ankylopollexia (Iguanodontia, Hadrosauridae u. a.) \| \| \| \| |
|  | |
|  | Dryosauridae                                                                                        |
|  | |
|  | Ankylopollexia (Iguanodontia, Hadrosauridae u. a.)                                                  |
|  | |

|  | Dryosauridae                                       |
|  |                                                    |
|  | Ankylopollexia (Iguanodontia, Hadrosauridae u. a.) |
|  |                                                    |

|  | Elasmaria                                                                                           |
|  | |
|  | \| \| Dryosauridae \| \| \| \| \| \| Ankylopollexia (Iguanodontia, Hadrosauridae u. a.) \| \| \| \| |
|  | |
|  | Dryosauridae                                                                                        |
|  | |
|  | Ankylopollexia (Iguanodontia, Hadrosauridae u. a.)                                                  |
|  | |

|  | Dryosauridae                                       |
|  |                                                    |
|  | Ankylopollexia (Iguanodontia, Hadrosauridae u. a.) |
|  |                                                    |

|  | Elasmaria                                                                                           |
|  | |
|  | \| \| Dryosauridae \| \| \| \| \| \| Ankylopollexia (Iguanodontia, Hadrosauridae u. a.) \| \| \| \| |
|  | |
|  | Dryosauridae                                                                                        |
|  | |
|  | Ankylopollexia (Iguanodontia, Hadrosauridae u. a.)                                                  |
|  | |

|  | Dryosauridae                                       |
|  |                                                    |
|  | Ankylopollexia (Iguanodontia, Hadrosauridae u. a.) |
|  |                                                    |

|  | Elasmaria                                                                                           |
|  | |
|  | \| \| Dryosauridae \| \| \| \| \| \| Ankylopollexia (Iguanodontia, Hadrosauridae u. a.) \| \| \| \| |
|  | |
|  | Dryosauridae                                                                                        |
|  | |
|  | Ankylopollexia (Iguanodontia, Hadrosauridae u. a.)                                                  |
|  | |

|  | Dryosauridae                                       |
|  |                                                    |
|  | Ankylopollexia (Iguanodontia, Hadrosauridae u. a.) |
|  |                                                    |

|  | Stegosauria  |
|  |              |
|  | Ankylosauria |
|  |              |

|  | Pachycephalosauria |
|  |                    |
|  | Ceratopsia         |
|  |                    |

|  | Elasmaria                                                                                           |
|  | |
|  | \| \| Dryosauridae \| \| \| \| \| \| Ankylopollexia (Iguanodontia, Hadrosauridae u. a.) \| \| \| \| |
|  | |
|  | Dryosauridae                                                                                        |
|  | |
|  | Ankylopollexia (Iguanodontia, Hadrosauridae u. a.)                                                  |
|  | |

|  | Dryosauridae                                       |
|  |                                                    |
|  | Ankylopollexia (Iguanodontia, Hadrosauridae u. a.) |
|  |                                                    |

|  | Elasmaria                                                                                           |
|  | |
|  | \| \| Dryosauridae \| \| \| \| \| \| Ankylopollexia (Iguanodontia, Hadrosauridae u. a.) \| \| \| \| |
|  | |
|  | Dryosauridae                                                                                        |
|  | |
|  | Ankylopollexia (Iguanodontia, Hadrosauridae u. a.)                                                  |
|  | |

|  | Dryosauridae                                       |
|  |                                                    |
|  | Ankylopollexia (Iguanodontia, Hadrosauridae u. a.) |
|  |                                                    |

|  | Elasmaria                                                                                           |
|  | |
|  | \| \| Dryosauridae \| \| \| \| \| \| Ankylopollexia (Iguanodontia, Hadrosauridae u. a.) \| \| \| \| |
|  | |
|  | Dryosauridae                                                                                        |
|  | |
|  | Ankylopollexia (Iguanodontia, Hadrosauridae u. a.)                                                  |
|  | |

|  | Dryosauridae                                       |
|  |                                                    |
|  | Ankylopollexia (Iguanodontia, Hadrosauridae u. a.) |
|  |                                                    |

|  | Elasmaria                                                                                           |
|  | |
|  | \| \| Dryosauridae \| \| \| \| \| \| Ankylopollexia (Iguanodontia, Hadrosauridae u. a.) \| \| \| \| |
|  | |
|  | Dryosauridae                                                                                        |
|  | |
|  | Ankylopollexia (Iguanodontia, Hadrosauridae u. a.)                                                  |
|  | |

|  | Dryosauridae                                       |
|  |                                                    |
|  | Ankylopollexia (Iguanodontia, Hadrosauridae u. a.) |
|  |                                                    |

|  | Pachycephalosauria |
|  |                    |
|  | Ceratopsia         |
|  |                    |

|  | Elasmaria                                                                                           |
|  | |
|  | \| \| Dryosauridae \| \| \| \| \| \| Ankylopollexia (Iguanodontia, Hadrosauridae u. a.) \| \| \| \| |
|  | |
|  | Dryosauridae                                                                                        |
|  | |
|  | Ankylopollexia (Iguanodontia, Hadrosauridae u. a.)                                                  |
|  | |

|  | Dryosauridae                                       |
|  |                                                    |
|  | Ankylopollexia (Iguanodontia, Hadrosauridae u. a.) |
|  |                                                    |

|  | Elasmaria                                                                                           |
|  | |
|  | \| \| Dryosauridae \| \| \| \| \| \| Ankylopollexia (Iguanodontia, Hadrosauridae u. a.) \| \| \| \| |
|  | |
|  | Dryosauridae                                                                                        |
|  | |
|  | Ankylopollexia (Iguanodontia, Hadrosauridae u. a.)                                                  |
|  | |

|  | Dryosauridae                                       |
|  |                                                    |
|  | Ankylopollexia (Iguanodontia, Hadrosauridae u. a.) |
|  |                                                    |

|  | Elasmaria                                                                                           |
|  | |
|  | \| \| Dryosauridae \| \| \| \| \| \| Ankylopollexia (Iguanodontia, Hadrosauridae u. a.) \| \| \| \| |
|  | |
|  | Dryosauridae                                                                                        |
|  | |
|  | Ankylopollexia (Iguanodontia, Hadrosauridae u. a.)                                                  |
|  | |

|  | Dryosauridae                                       |
|  |                                                    |
|  | Ankylopollexia (Iguanodontia, Hadrosauridae u. a.) |
|  |                                                    |

|  | Elasmaria                                                                                           |
|  | |
|  | \| \| Dryosauridae \| \| \| \| \| \| Ankylopollexia (Iguanodontia, Hadrosauridae u. a.) \| \| \| \| |
|  | |
|  | Dryosauridae                                                                                        |
|  | |
|  | Ankylopollexia (Iguanodontia, Hadrosauridae u. a.)                                                  |
|  | |

|  | Dryosauridae                                       |
|  |                                                    |
|  | Ankylopollexia (Iguanodontia, Hadrosauridae u. a.) |
|  |                                                    |

|  | Pachycephalosauria |
|  |                    |
|  | Ceratopsia         |
|  |                    |

|  | Elasmaria                                                                                           |
|  | |
|  | \| \| Dryosauridae \| \| \| \| \| \| Ankylopollexia (Iguanodontia, Hadrosauridae u. a.) \| \| \| \| |
|  | |
|  | Dryosauridae                                                                                        |
|  | |
|  | Ankylopollexia (Iguanodontia, Hadrosauridae u. a.)                                                  |
|  | |

|  | Dryosauridae                                       |
|  |                                                    |
|  | Ankylopollexia (Iguanodontia, Hadrosauridae u. a.) |
|  |                                                    |

|  | Elasmaria                                                                                           |
|  | |
|  | \| \| Dryosauridae \| \| \| \| \| \| Ankylopollexia (Iguanodontia, Hadrosauridae u. a.) \| \| \| \| |
|  | |
|  | Dryosauridae                                                                                        |
|  | |
|  | Ankylopollexia (Iguanodontia, Hadrosauridae u. a.)                                                  |
|  | |

|  | Dryosauridae                                       |
|  |                                                    |
|  | Ankylopollexia (Iguanodontia, Hadrosauridae u. a.) |
|  |                                                    |

|  | Elasmaria                                                                                           |
|  | |
|  | \| \| Dryosauridae \| \| \| \| \| \| Ankylopollexia (Iguanodontia, Hadrosauridae u. a.) \| \| \| \| |
|  | |
|  | Dryosauridae                                                                                        |
|  | |
|  | Ankylopollexia (Iguanodontia, Hadrosauridae u. a.)                                                  |
|  | |

|  | Dryosauridae                                       |
|  |                                                    |
|  | Ankylopollexia (Iguanodontia, Hadrosauridae u. a.) |
|  |                                                    |

|  | Elasmaria                                                                                           |
|  | |
|  | \| \| Dryosauridae \| \| \| \| \| \| Ankylopollexia (Iguanodontia, Hadrosauridae u. a.) \| \| \| \| |
|  | |
|  | Dryosauridae                                                                                        |
|  | |
|  | Ankylopollexia (Iguanodontia, Hadrosauridae u. a.)                                                  |
|  | |

|  | Dryosauridae                                       |
|  |                                                    |
|  | Ankylopollexia (Iguanodontia, Hadrosauridae u. a.) |
|  |                                                    |

|  | Pachycephalosauria |
|  |                    |
|  | Ceratopsia         |
|  |                    |

|  | Elasmaria                                                                                           |
|  | |
|  | \| \| Dryosauridae \| \| \| \| \| \| Ankylopollexia (Iguanodontia, Hadrosauridae u. a.) \| \| \| \| |
|  | |
|  | Dryosauridae                                                                                        |
|  | |
|  | Ankylopollexia (Iguanodontia, Hadrosauridae u. a.)                                                  |
|  | |

|  | Dryosauridae                                       |
|  |                                                    |
|  | Ankylopollexia (Iguanodontia, Hadrosauridae u. a.) |
|  |                                                    |

|  | Elasmaria                                                                                           |
|  | |
|  | \| \| Dryosauridae \| \| \| \| \| \| Ankylopollexia (Iguanodontia, Hadrosauridae u. a.) \| \| \| \| |
|  | |
|  | Dryosauridae                                                                                        |
|  | |
|  | Ankylopollexia (Iguanodontia, Hadrosauridae u. a.)                                                  |
|  | |

|  | Dryosauridae                                       |
|  |                                                    |
|  | Ankylopollexia (Iguanodontia, Hadrosauridae u. a.) |
|  |                                                    |

|  | Elasmaria                                                                                           |
|  | |
|  | \| \| Dryosauridae \| \| \| \| \| \| Ankylopollexia (Iguanodontia, Hadrosauridae u. a.) \| \| \| \| |
|  | |
|  | Dryosauridae                                                                                        |
|  | |
|  | Ankylopollexia (Iguanodontia, Hadrosauridae u. a.)                                                  |
|  | |

|  | Dryosauridae                                       |
|  |                                                    |
|  | Ankylopollexia (Iguanodontia, Hadrosauridae u. a.) |
|  |                                                    |

|  | Elasmaria                                                                                           |
|  | |
|  | \| \| Dryosauridae \| \| \| \| \| \| Ankylopollexia (Iguanodontia, Hadrosauridae u. a.) \| \| \| \| |
|  | |
|  | Dryosauridae                                                                                        |
|  | |
|  | Ankylopollexia (Iguanodontia, Hadrosauridae u. a.)                                                  |
|  | |

|  | Dryosauridae                                       |
|  |                                                    |
|  | Ankylopollexia (Iguanodontia, Hadrosauridae u. a.) |
|  |                                                    |

|  | Stegosauria  |
|  |              |
|  | Ankylosauria |
|  |              |

|  | Pachycephalosauria |
|  |                    |
|  | Ceratopsia         |
|  |                    |

|  | Elasmaria                                                                                           |
|  | |
|  | \| \| Dryosauridae \| \| \| \| \| \| Ankylopollexia (Iguanodontia, Hadrosauridae u. a.) \| \| \| \| |
|  | |
|  | Dryosauridae                                                                                        |
|  | |
|  | Ankylopollexia (Iguanodontia, Hadrosauridae u. a.)                                                  |
|  | |

|  | Dryosauridae                                       |
|  |                                                    |
|  | Ankylopollexia (Iguanodontia, Hadrosauridae u. a.) |
|  |                                                    |

|  | Elasmaria                                                                                           |
|  | |
|  | \| \| Dryosauridae \| \| \| \| \| \| Ankylopollexia (Iguanodontia, Hadrosauridae u. a.) \| \| \| \| |
|  | |
|  | Dryosauridae                                                                                        |
|  | |
|  | Ankylopollexia (Iguanodontia, Hadrosauridae u. a.)                                                  |
|  | |

|  | Dryosauridae                                       |
|  |                                                    |
|  | Ankylopollexia (Iguanodontia, Hadrosauridae u. a.) |
|  |                                                    |

|  | Elasmaria                                                                                           |
|  | |
|  | \| \| Dryosauridae \| \| \| \| \| \| Ankylopollexia (Iguanodontia, Hadrosauridae u. a.) \| \| \| \| |
|  | |
|  | Dryosauridae                                                                                        |
|  | |
|  | Ankylopollexia (Iguanodontia, Hadrosauridae u. a.)                                                  |
|  | |

|  | Dryosauridae                                       |
|  |                                                    |
|  | Ankylopollexia (Iguanodontia, Hadrosauridae u. a.) |
|  |                                                    |

|  | Elasmaria                                                                                           |
|  | |
|  | \| \| Dryosauridae \| \| \| \| \| \| Ankylopollexia (Iguanodontia, Hadrosauridae u. a.) \| \| \| \| |
|  | |
|  | Dryosauridae                                                                                        |
|  | |
|  | Ankylopollexia (Iguanodontia, Hadrosauridae u. a.)                                                  |
|  | |

|  | Dryosauridae                                       |
|  |                                                    |
|  | Ankylopollexia (Iguanodontia, Hadrosauridae u. a.) |
|  |                                                    |

|  | Pachycephalosauria |
|  |                    |
|  | Ceratopsia         |
|  |                    |

|  | Elasmaria                                                                                           |
|  | |
|  | \| \| Dryosauridae \| \| \| \| \| \| Ankylopollexia (Iguanodontia, Hadrosauridae u. a.) \| \| \| \| |
|  | |
|  | Dryosauridae                                                                                        |
|  | |
|  | Ankylopollexia (Iguanodontia, Hadrosauridae u. a.)                                                  |
|  | |

|  | Dryosauridae                                       |
|  |                                                    |
|  | Ankylopollexia (Iguanodontia, Hadrosauridae u. a.) |
|  |                                                    |

|  | Elasmaria                                                                                           |
|  | |
|  | \| \| Dryosauridae \| \| \| \| \| \| Ankylopollexia (Iguanodontia, Hadrosauridae u. a.) \| \| \| \| |
|  | |
|  | Dryosauridae                                                                                        |
|  | |
|  | Ankylopollexia (Iguanodontia, Hadrosauridae u. a.)                                                  |
|  | |

|  | Dryosauridae                                       |
|  |                                                    |
|  | Ankylopollexia (Iguanodontia, Hadrosauridae u. a.) |
|  |                                                    |

|  | Elasmaria                                                                                           |
|  | |
|  | \| \| Dryosauridae \| \| \| \| \| \| Ankylopollexia (Iguanodontia, Hadrosauridae u. a.) \| \| \| \| |
|  | |
|  | Dryosauridae                                                                                        |
|  | |
|  | Ankylopollexia (Iguanodontia, Hadrosauridae u. a.)                                                  |
|  | |

|  | Dryosauridae                                       |
|  |                                                    |
|  | Ankylopollexia (Iguanodontia, Hadrosauridae u. a.) |
|  |                                                    |

|  | Elasmaria                                                                                           |
|  | |
|  | \| \| Dryosauridae \| \| \| \| \| \| Ankylopollexia (Iguanodontia, Hadrosauridae u. a.) \| \| \| \| |
|  | |
|  | Dryosauridae                                                                                        |
|  | |
|  | Ankylopollexia (Iguanodontia, Hadrosauridae u. a.)                                                  |
|  | |

|  | Dryosauridae                                       |
|  |                                                    |
|  | Ankylopollexia (Iguanodontia, Hadrosauridae u. a.) |
|  |                                                    |

|  | Pachycephalosauria |
|  |                    |
|  | Ceratopsia         |
|  |                    |

|  | Elasmaria                                                                                           |
|  | |
|  | \| \| Dryosauridae \| \| \| \| \| \| Ankylopollexia (Iguanodontia, Hadrosauridae u. a.) \| \| \| \| |
|  | |
|  | Dryosauridae                                                                                        |
|  | |
|  | Ankylopollexia (Iguanodontia, Hadrosauridae u. a.)                                                  |
|  | |

|  | Dryosauridae                                       |
|  |                                                    |
|  | Ankylopollexia (Iguanodontia, Hadrosauridae u. a.) |
|  |                                                    |

|  | Elasmaria                                                                                           |
|  | |
|  | \| \| Dryosauridae \| \| \| \| \| \| Ankylopollexia (Iguanodontia, Hadrosauridae u. a.) \| \| \| \| |
|  | |
|  | Dryosauridae                                                                                        |
|  | |
|  | Ankylopollexia (Iguanodontia, Hadrosauridae u. a.)                                                  |
|  | |

|  | Dryosauridae                                       |
|  |                                                    |
|  | Ankylopollexia (Iguanodontia, Hadrosauridae u. a.) |
|  |                                                    |

|  | Elasmaria                                                                                           |
|  | |
|  | \| \| Dryosauridae \| \| \| \| \| \| Ankylopollexia (Iguanodontia, Hadrosauridae u. a.) \| \| \| \| |
|  | |
|  | Dryosauridae                                                                                        |
|  | |
|  | Ankylopollexia (Iguanodontia, Hadrosauridae u. a.)                                                  |
|  | |

|  | Dryosauridae                                       |
|  |                                                    |
|  | Ankylopollexia (Iguanodontia, Hadrosauridae u. a.) |
|  |                                                    |

|  | Elasmaria                                                                                           |
|  | |
|  | \| \| Dryosauridae \| \| \| \| \| \| Ankylopollexia (Iguanodontia, Hadrosauridae u. a.) \| \| \| \| |
|  | |
|  | Dryosauridae                                                                                        |
|  | |
|  | Ankylopollexia (Iguanodontia, Hadrosauridae u. a.)                                                  |
|  | |

|  | Dryosauridae                                       |
|  |                                                    |
|  | Ankylopollexia (Iguanodontia, Hadrosauridae u. a.) |
|  |                                                    |

|  | Pachycephalosauria |
|  |                    |
|  | Ceratopsia         |
|  |                    |

|  | Elasmaria                                                                                           |
|  | |
|  | \| \| Dryosauridae \| \| \| \| \| \| Ankylopollexia (Iguanodontia, Hadrosauridae u. a.) \| \| \| \| |
|  | |
|  | Dryosauridae                                                                                        |
|  | |
|  | Ankylopollexia (Iguanodontia, Hadrosauridae u. a.)                                                  |
|  | |

|  | Dryosauridae                                       |
|  |                                                    |
|  | Ankylopollexia (Iguanodontia, Hadrosauridae u. a.) |
|  |                                                    |

|  | Elasmaria                                                                                           |
|  | |
|  | \| \| Dryosauridae \| \| \| \| \| \| Ankylopollexia (Iguanodontia, Hadrosauridae u. a.) \| \| \| \| |
|  | |
|  | Dryosauridae                                                                                        |
|  | |
|  | Ankylopollexia (Iguanodontia, Hadrosauridae u. a.)                                                  |
|  | |

|  | Dryosauridae                                       |
|  |                                                    |
|  | Ankylopollexia (Iguanodontia, Hadrosauridae u. a.) |
|  |                                                    |

|  | Elasmaria                                                                                           |
|  | |
|  | \| \| Dryosauridae \| \| \| \| \| \| Ankylopollexia (Iguanodontia, Hadrosauridae u. a.) \| \| \| \| |
|  | |
|  | Dryosauridae                                                                                        |
|  | |
|  | Ankylopollexia (Iguanodontia, Hadrosauridae u. a.)                                                  |
|  | |

|  | Dryosauridae                                       |
|  |                                                    |
|  | Ankylopollexia (Iguanodontia, Hadrosauridae u. a.) |
|  |                                                    |

|  | Elasmaria                                                                                           |
|  | |
|  | \| \| Dryosauridae \| \| \| \| \| \| Ankylopollexia (Iguanodontia, Hadrosauridae u. a.) \| \| \| \| |
|  | |
|  | Dryosauridae                                                                                        |
|  | |
|  | Ankylopollexia (Iguanodontia, Hadrosauridae u. a.)                                                  |
|  | |

|  | Dryosauridae                                       |
|  |                                                    |
|  | Ankylopollexia (Iguanodontia, Hadrosauridae u. a.) |
|  |                                                    |

|  | Stegosauria  |
|  |              |
|  | Ankylosauria |
|  |              |

|  | Pachycephalosauria |
|  |                    |
|  | Ceratopsia         |
|  |                    |

|  | Elasmaria                                                                                           |
|  | |
|  | \| \| Dryosauridae \| \| \| \| \| \| Ankylopollexia (Iguanodontia, Hadrosauridae u. a.) \| \| \| \| |
|  | |
|  | Dryosauridae                                                                                        |
|  | |
|  | Ankylopollexia (Iguanodontia, Hadrosauridae u. a.)                                                  |
|  | |

|  | Dryosauridae                                       |
|  |                                                    |
|  | Ankylopollexia (Iguanodontia, Hadrosauridae u. a.) |
|  |                                                    |

|  | Elasmaria                                                                                           |
|  | |
|  | \| \| Dryosauridae \| \| \| \| \| \| Ankylopollexia (Iguanodontia, Hadrosauridae u. a.) \| \| \| \| |
|  | |
|  | Dryosauridae                                                                                        |
|  | |
|  | Ankylopollexia (Iguanodontia, Hadrosauridae u. a.)                                                  |
|  | |

|  | Dryosauridae                                       |
|  |                                                    |
|  | Ankylopollexia (Iguanodontia, Hadrosauridae u. a.) |
|  |                                                    |

|  | Elasmaria                                                                                           |
|  | |
|  | \| \| Dryosauridae \| \| \| \| \| \| Ankylopollexia (Iguanodontia, Hadrosauridae u. a.) \| \| \| \| |
|  | |
|  | Dryosauridae                                                                                        |
|  | |
|  | Ankylopollexia (Iguanodontia, Hadrosauridae u. a.)                                                  |
|  | |

|  | Dryosauridae                                       |
|  |                                                    |
|  | Ankylopollexia (Iguanodontia, Hadrosauridae u. a.) |
|  |                                                    |

|  | Elasmaria                                                                                           |
|  | |
|  | \| \| Dryosauridae \| \| \| \| \| \| Ankylopollexia (Iguanodontia, Hadrosauridae u. a.) \| \| \| \| |
|  | |
|  | Dryosauridae                                                                                        |
|  | |
|  | Ankylopollexia (Iguanodontia, Hadrosauridae u. a.)                                                  |
|  | |

|  | Dryosauridae                                       |
|  |                                                    |
|  | Ankylopollexia (Iguanodontia, Hadrosauridae u. a.) |
|  |                                                    |

|  | Pachycephalosauria |
|  |                    |
|  | Ceratopsia         |
|  |                    |

|  | Elasmaria                                                                                           |
|  | |
|  | \| \| Dryosauridae \| \| \| \| \| \| Ankylopollexia (Iguanodontia, Hadrosauridae u. a.) \| \| \| \| |
|  | |
|  | Dryosauridae                                                                                        |
|  | |
|  | Ankylopollexia (Iguanodontia, Hadrosauridae u. a.)                                                  |
|  | |

|  | Dryosauridae                                       |
|  |                                                    |
|  | Ankylopollexia (Iguanodontia, Hadrosauridae u. a.) |
|  |                                                    |

|  | Elasmaria                                                                                           |
|  | |
|  | \| \| Dryosauridae \| \| \| \| \| \| Ankylopollexia (Iguanodontia, Hadrosauridae u. a.) \| \| \| \| |
|  | |
|  | Dryosauridae                                                                                        |
|  | |
|  | Ankylopollexia (Iguanodontia, Hadrosauridae u. a.)                                                  |
|  | |

|  | Dryosauridae                                       |
|  |                                                    |
|  | Ankylopollexia (Iguanodontia, Hadrosauridae u. a.) |
|  |                                                    |

|  | Elasmaria                                                                                           |
|  | |
|  | \| \| Dryosauridae \| \| \| \| \| \| Ankylopollexia (Iguanodontia, Hadrosauridae u. a.) \| \| \| \| |
|  | |
|  | Dryosauridae                                                                                        |
|  | |
|  | Ankylopollexia (Iguanodontia, Hadrosauridae u. a.)                                                  |
|  | |

|  | Dryosauridae                                       |
|  |                                                    |
|  | Ankylopollexia (Iguanodontia, Hadrosauridae u. a.) |
|  |                                                    |

|  | Elasmaria                                                                                           |
|  | |
|  | \| \| Dryosauridae \| \| \| \| \| \| Ankylopollexia (Iguanodontia, Hadrosauridae u. a.) \| \| \| \| |
|  | |
|  | Dryosauridae                                                                                        |
|  | |
|  | Ankylopollexia (Iguanodontia, Hadrosauridae u. a.)                                                  |
|  | |

|  | Dryosauridae                                       |
|  |                                                    |
|  | Ankylopollexia (Iguanodontia, Hadrosauridae u. a.) |
|  |                                                    |

|  | Pachycephalosauria |
|  |                    |
|  | Ceratopsia         |
|  |                    |

|  | Elasmaria                                                                                           |
|  | |
|  | \| \| Dryosauridae \| \| \| \| \| \| Ankylopollexia (Iguanodontia, Hadrosauridae u. a.) \| \| \| \| |
|  | |
|  | Dryosauridae                                                                                        |
|  | |
|  | Ankylopollexia (Iguanodontia, Hadrosauridae u. a.)                                                  |
|  | |

|  | Dryosauridae                                       |
|  |                                                    |
|  | Ankylopollexia (Iguanodontia, Hadrosauridae u. a.) |
|  |                                                    |

|  | Elasmaria                                                                                           |
|  | |
|  | \| \| Dryosauridae \| \| \| \| \| \| Ankylopollexia (Iguanodontia, Hadrosauridae u. a.) \| \| \| \| |
|  | |
|  | Dryosauridae                                                                                        |
|  | |
|  | Ankylopollexia (Iguanodontia, Hadrosauridae u. a.)                                                  |
|  | |

|  | Dryosauridae                                       |
|  |                                                    |
|  | Ankylopollexia (Iguanodontia, Hadrosauridae u. a.) |
|  |                                                    |

|  | Elasmaria                                                                                           |
|  | |
|  | \| \| Dryosauridae \| \| \| \| \| \| Ankylopollexia (Iguanodontia, Hadrosauridae u. a.) \| \| \| \| |
|  | |
|  | Dryosauridae                                                                                        |
|  | |
|  | Ankylopollexia (Iguanodontia, Hadrosauridae u. a.)                                                  |
|  | |

|  | Dryosauridae                                       |
|  |                                                    |
|  | Ankylopollexia (Iguanodontia, Hadrosauridae u. a.) |
|  |                                                    |

|  | Elasmaria                                                                                           |
|  | |
|  | \| \| Dryosauridae \| \| \| \| \| \| Ankylopollexia (Iguanodontia, Hadrosauridae u. a.) \| \| \| \| |
|  | |
|  | Dryosauridae                                                                                        |
|  | |
|  | Ankylopollexia (Iguanodontia, Hadrosauridae u. a.)                                                  |
|  | |

|  | Dryosauridae                                       |
|  |                                                    |
|  | Ankylopollexia (Iguanodontia, Hadrosauridae u. a.) |
|  |                                                    |

|  | Pachycephalosauria |
|  |                    |
|  | Ceratopsia         |
|  |                    |

|  | Elasmaria                                                                                           |
|  | |
|  | \| \| Dryosauridae \| \| \| \| \| \| Ankylopollexia (Iguanodontia, Hadrosauridae u. a.) \| \| \| \| |
|  | |
|  | Dryosauridae                                                                                        |
|  | |
|  | Ankylopollexia (Iguanodontia, Hadrosauridae u. a.)                                                  |
|  | |

|  | Dryosauridae                                       |
|  |                                                    |
|  | Ankylopollexia (Iguanodontia, Hadrosauridae u. a.) |
|  |                                                    |

|  | Elasmaria                                                                                           |
|  | |
|  | \| \| Dryosauridae \| \| \| \| \| \| Ankylopollexia (Iguanodontia, Hadrosauridae u. a.) \| \| \| \| |
|  | |
|  | Dryosauridae                                                                                        |
|  | |
|  | Ankylopollexia (Iguanodontia, Hadrosauridae u. a.)                                                  |
|  | |

|  | Dryosauridae                                       |
|  |                                                    |
|  | Ankylopollexia (Iguanodontia, Hadrosauridae u. a.) |
|  |                                                    |

|  | Elasmaria                                                                                           |
|  | |
|  | \| \| Dryosauridae \| \| \| \| \| \| Ankylopollexia (Iguanodontia, Hadrosauridae u. a.) \| \| \| \| |
|  | |
|  | Dryosauridae                                                                                        |
|  | |
|  | Ankylopollexia (Iguanodontia, Hadrosauridae u. a.)                                                  |
|  | |

|  | Dryosauridae                                       |
|  |                                                    |
|  | Ankylopollexia (Iguanodontia, Hadrosauridae u. a.) |
|  |                                                    |

|  | Elasmaria                                                                                           |
|  | |
|  | \| \| Dryosauridae \| \| \| \| \| \| Ankylopollexia (Iguanodontia, Hadrosauridae u. a.) \| \| \| \| |
|  | |
|  | Dryosauridae                                                                                        |
|  | |
|  | Ankylopollexia (Iguanodontia, Hadrosauridae u. a.)                                                  |
|  | |

|  | Dryosauridae                                       |
|  |                                                    |
|  | Ankylopollexia (Iguanodontia, Hadrosauridae u. a.) |
|  |                                                    |

|  | Stegosauria  |
|  |              |
|  | Ankylosauria |
|  |              |

|  | Pachycephalosauria |
|  |                    |
|  | Ceratopsia         |
|  |                    |

|  | Elasmaria                                                                                           |
|  | |
|  | \| \| Dryosauridae \| \| \| \| \| \| Ankylopollexia (Iguanodontia, Hadrosauridae u. a.) \| \| \| \| |
|  | |
|  | Dryosauridae                                                                                        |
|  | |
|  | Ankylopollexia (Iguanodontia, Hadrosauridae u. a.)                                                  |
|  | |

|  | Dryosauridae                                       |
|  |                                                    |
|  | Ankylopollexia (Iguanodontia, Hadrosauridae u. a.) |
|  |                                                    |

|  | Elasmaria                                                                                           |
|  | |
|  | \| \| Dryosauridae \| \| \| \| \| \| Ankylopollexia (Iguanodontia, Hadrosauridae u. a.) \| \| \| \| |
|  | |
|  | Dryosauridae                                                                                        |
|  | |
|  | Ankylopollexia (Iguanodontia, Hadrosauridae u. a.)                                                  |
|  | |

|  | Dryosauridae                                       |
|  |                                                    |
|  | Ankylopollexia (Iguanodontia, Hadrosauridae u. a.) |
|  |                                                    |

|  | Elasmaria                                                                                           |
|  | |
|  | \| \| Dryosauridae \| \| \| \| \| \| Ankylopollexia (Iguanodontia, Hadrosauridae u. a.) \| \| \| \| |
|  | |
|  | Dryosauridae                                                                                        |
|  | |
|  | Ankylopollexia (Iguanodontia, Hadrosauridae u. a.)                                                  |
|  | |

|  | Dryosauridae                                       |
|  |                                                    |
|  | Ankylopollexia (Iguanodontia, Hadrosauridae u. a.) |
|  |                                                    |

|  | Elasmaria                                                                                           |
|  | |
|  | \| \| Dryosauridae \| \| \| \| \| \| Ankylopollexia (Iguanodontia, Hadrosauridae u. a.) \| \| \| \| |
|  | |
|  | Dryosauridae                                                                                        |
|  | |
|  | Ankylopollexia (Iguanodontia, Hadrosauridae u. a.)                                                  |
|  | |

|  | Dryosauridae                                       |
|  |                                                    |
|  | Ankylopollexia (Iguanodontia, Hadrosauridae u. a.) |
|  |                                                    |

|  | Pachycephalosauria |
|  |                    |
|  | Ceratopsia         |
|  |                    |

|  | Elasmaria                                                                                           |
|  | |
|  | \| \| Dryosauridae \| \| \| \| \| \| Ankylopollexia (Iguanodontia, Hadrosauridae u. a.) \| \| \| \| |
|  | |
|  | Dryosauridae                                                                                        |
|  | |
|  | Ankylopollexia (Iguanodontia, Hadrosauridae u. a.)                                                  |
|  | |

|  | Dryosauridae                                       |
|  |                                                    |
|  | Ankylopollexia (Iguanodontia, Hadrosauridae u. a.) |
|  |                                                    |

|  | Elasmaria                                                                                           |
|  | |
|  | \| \| Dryosauridae \| \| \| \| \| \| Ankylopollexia (Iguanodontia, Hadrosauridae u. a.) \| \| \| \| |
|  | |
|  | Dryosauridae                                                                                        |
|  | |
|  | Ankylopollexia (Iguanodontia, Hadrosauridae u. a.)                                                  |
|  | |

|  | Dryosauridae                                       |
|  |                                                    |
|  | Ankylopollexia (Iguanodontia, Hadrosauridae u. a.) |
|  |                                                    |

|  | Elasmaria                                                                                           |
|  | |
|  | \| \| Dryosauridae \| \| \| \| \| \| Ankylopollexia (Iguanodontia, Hadrosauridae u. a.) \| \| \| \| |
|  | |
|  | Dryosauridae                                                                                        |
|  | |
|  | Ankylopollexia (Iguanodontia, Hadrosauridae u. a.)                                                  |
|  | |

|  | Dryosauridae                                       |
|  |                                                    |
|  | Ankylopollexia (Iguanodontia, Hadrosauridae u. a.) |
|  |                                                    |

|  | Elasmaria                                                                                           |
|  | |
|  | \| \| Dryosauridae \| \| \| \| \| \| Ankylopollexia (Iguanodontia, Hadrosauridae u. a.) \| \| \| \| |
|  | |
|  | Dryosauridae                                                                                        |
|  | |
|  | Ankylopollexia (Iguanodontia, Hadrosauridae u. a.)                                                  |
|  | |

|  | Dryosauridae                                       |
|  |                                                    |
|  | Ankylopollexia (Iguanodontia, Hadrosauridae u. a.) |
|  |                                                    |

|  | Pachycephalosauria |
|  |                    |
|  | Ceratopsia         |
|  |                    |

|  | Elasmaria                                                                                           |
|  | |
|  | \| \| Dryosauridae \| \| \| \| \| \| Ankylopollexia (Iguanodontia, Hadrosauridae u. a.) \| \| \| \| |
|  | |
|  | Dryosauridae                                                                                        |
|  | |
|  | Ankylopollexia (Iguanodontia, Hadrosauridae u. a.)                                                  |
|  | |

|  | Dryosauridae                                       |
|  |                                                    |
|  | Ankylopollexia (Iguanodontia, Hadrosauridae u. a.) |
|  |                                                    |

|  | Elasmaria                                                                                           |
|  | |
|  | \| \| Dryosauridae \| \| \| \| \| \| Ankylopollexia (Iguanodontia, Hadrosauridae u. a.) \| \| \| \| |
|  | |
|  | Dryosauridae                                                                                        |
|  | |
|  | Ankylopollexia (Iguanodontia, Hadrosauridae u. a.)                                                  |
|  | |

|  | Dryosauridae                                       |
|  |                                                    |
|  | Ankylopollexia (Iguanodontia, Hadrosauridae u. a.) |
|  |                                                    |

|  | Elasmaria                                                                                           |
|  | |
|  | \| \| Dryosauridae \| \| \| \| \| \| Ankylopollexia (Iguanodontia, Hadrosauridae u. a.) \| \| \| \| |
|  | |
|  | Dryosauridae                                                                                        |
|  | |
|  | Ankylopollexia (Iguanodontia, Hadrosauridae u. a.)                                                  |
|  | |

|  | Dryosauridae                                       |
|  |                                                    |
|  | Ankylopollexia (Iguanodontia, Hadrosauridae u. a.) |
|  |                                                    |

|  | Elasmaria                                                                                           |
|  | |
|  | \| \| Dryosauridae \| \| \| \| \| \| Ankylopollexia (Iguanodontia, Hadrosauridae u. a.) \| \| \| \| |
|  | |
|  | Dryosauridae                                                                                        |
|  | |
|  | Ankylopollexia (Iguanodontia, Hadrosauridae u. a.)                                                  |
|  | |

|  | Dryosauridae                                       |
|  |                                                    |
|  | Ankylopollexia (Iguanodontia, Hadrosauridae u. a.) |
|  |                                                    |

|  | Pachycephalosauria |
|  |                    |
|  | Ceratopsia         |
|  |                    |

|  | Elasmaria                                                                                           |
|  | |
|  | \| \| Dryosauridae \| \| \| \| \| \| Ankylopollexia (Iguanodontia, Hadrosauridae u. a.) \| \| \| \| |
|  | |
|  | Dryosauridae                                                                                        |
|  | |
|  | Ankylopollexia (Iguanodontia, Hadrosauridae u. a.)                                                  |
|  | |

|  | Dryosauridae                                       |
|  |                                                    |
|  | Ankylopollexia (Iguanodontia, Hadrosauridae u. a.) |
|  |                                                    |

|  | Elasmaria                                                                                           |
|  | |
|  | \| \| Dryosauridae \| \| \| \| \| \| Ankylopollexia (Iguanodontia, Hadrosauridae u. a.) \| \| \| \| |
|  | |
|  | Dryosauridae                                                                                        |
|  | |
|  | Ankylopollexia (Iguanodontia, Hadrosauridae u. a.)                                                  |
|  | |

|  | Dryosauridae                                       |
|  |                                                    |
|  | Ankylopollexia (Iguanodontia, Hadrosauridae u. a.) |
|  |                                                    |

|  | Elasmaria                                                                                           |
|  | |
|  | \| \| Dryosauridae \| \| \| \| \| \| Ankylopollexia (Iguanodontia, Hadrosauridae u. a.) \| \| \| \| |
|  | |
|  | Dryosauridae                                                                                        |
|  | |
|  | Ankylopollexia (Iguanodontia, Hadrosauridae u. a.)                                                  |
|  | |

|  | Dryosauridae                                       |
|  |                                                    |
|  | Ankylopollexia (Iguanodontia, Hadrosauridae u. a.) |
|  |                                                    |

|  | Elasmaria                                                                                           |
|  | |
|  | \| \| Dryosauridae \| \| \| \| \| \| Ankylopollexia (Iguanodontia, Hadrosauridae u. a.) \| \| \| \| |
|  | |
|  | Dryosauridae                                                                                        |
|  | |
|  | Ankylopollexia (Iguanodontia, Hadrosauridae u. a.)                                                  |
|  | |

|  | Dryosauridae                                       |
|  |                                                    |
|  | Ankylopollexia (Iguanodontia, Hadrosauridae u. a.) |
|  |                                                    |